# Academia Naval dos Estados Unidos
Academia Naval dos Estados Unidos (United States Naval Academy) é uma escola preparatória em Annapolis, Maryland, que educa e forma oficiais da Marinha e dos Marines dos Estados Unidos. A Academia é geralmente conhecida e citada apenas como 'Annapolis'.
Fundada em 10 de outubro de 1845, seu motto é: ex scientia tridens, em latim significando 'do conhecimento, o poder marítimo'. Entre outras cadeiras, a Academia oferece em seu currículo os cursos de engenharia mecânica, engenharia aeroespacial, química, economia, oceanografia, engenharia elétrica, arquitetura naval e matemática.

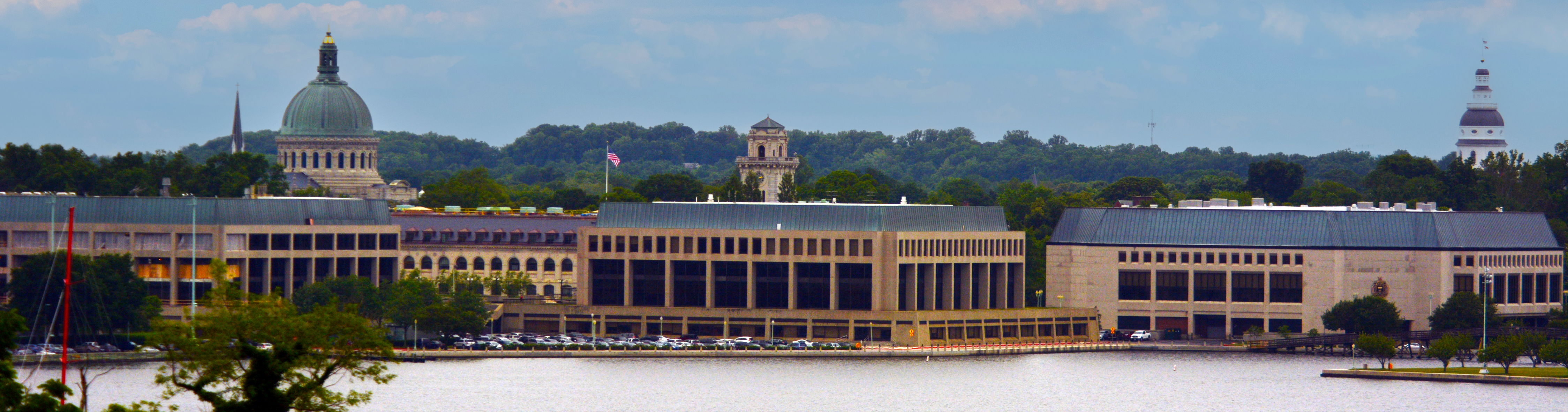
O prédio da Academia Naval dos Estados Unidosn, em Annapolis, Maryland.